# Jurski Vrh
Jurski Vrh este o localitate din comuna Kungota, Slovenia, cu o populație de 136 de locuitori.